# Alexander van Bourbon
Alexander van Bourbon (19 april 1598 - 28 februari 1629) was een buitenechtelijke zoon van koning Hendrik IV van Frankrijk bij zijn maîtresse Gabrielle d'Estrées.

## Biografie
Al op 6-jarige leeftijd werd Alexander opgenomen in de Orde van Malta. Alexander werd in 1614 meerderjarig. Toen werd hij door Lodewijk XIII van Frankrijk, de opvolger van zijn vader, als ambassadeur naar de paus in Rome gestuurd. Hij nam in 1626 samen met zijn broer Caesar van Vendôme en zijn halfbroer Gaston van Orléans deel aan de Samenzwering van Chalais tegen de eerste minister van Lodewijk XIII, Kardinaal de Richelieu. Alexander werd hiervoor opgepakt en gevangengezet in het Kasteel van Vincennes, waar hij drie jaar later overleed.